# Tonnoiromyia montina
Tonnoiromyia montina är en tvåvingeart som beskrevs av Alexander 1933. Tonnoiromyia montina ingår i släktet Tonnoiromyia och familjen småharkrankar. Inga underarter finns listade i Catalogue of Life.